# Tortella inflexa
Tortella inflexa là một loài Rêu trong họ Pottiaceae. Loài này được (Bruch) Broth. miêu tả khoa học đầu tiên năm 1902.